# Ariel–6
Ariel–6 (UK–6) angol csillagászati műhold.

## Küldetés
Az Ariel-program végén csillagászati kutatást, méréseket végzett. Szolgálata kiegészítette az előző űregységek által gyűjtött adatokat.

## Jellemzői
Készült a Brit Nemzeti Űrkutatási Bizottság megbízásából, a Tudományos és Műszaki Kutatási Tanács közreműködésével a Marconi Company keretében.
Megnevezései: UK–6 (United Kingdom/Egyesült Királyság); COSPAR: 1979-047A; Kódszáma: 11382.
1979. június 2-án a virginiai Wallops Flight Facility (WFF) rakétabázisról, az LC–3A (LC–Launch Complex) jelű indítóállványról egy Scout D-1 (S198C) hordozórakétával állították alacsony Föld körüli pályára (LEO = Low-Earth Orbit). Az orbitális pályája 97,2 perces, 55 fokos hajlásszögű, elliptikus pálya perigeuma 605 kilométer, az apogeuma 651 kilométer volt.
1959-ben az USA felajánlotta több baráti országnak, hogy a tudósaik által készített műholdakat pályára állítja. Anglia élt a lehetőséggel, megkötötték a szerződéseket.
Forgás-stabilizált űreszköz. A központi műszertartály formája henger alakú. A hengeres testet felső felületére építették a röntgen-csillagászati műszereket. Tömege 154 kilogramm. Alul az űreszközhöz napelemeket rögzítettek, éjszakai (földárnyék) energiaellátását kémiai akkumulátorok biztosították.
1990. szeptember 23-án 4130 nap (11,31 év) után belépett a légkörbe és megsemmisült.